# Concordius
Concordius († 175? in Spoleto) war ein christlicher Märtyrer und Heiliger.
Concordius war ein Subdiakon aus Rom, der aufgrund der Verfolgung der Christen zur Zeit des Kaisers Mark Aurel aus der Stadt geflohen sein soll – tatsächlich ist eine Christenverfolgung unter diesem Kaiser nicht überliefert. Concordius sei dann von Torquatus, dem Statthalter von Umbrien in Spoleto gefangen genommen worden, weil er sich geweigert habe, den römischen Göttern zu opfern. Concordius sei daraufhin enthauptet worden. 
Concordius wird als Heiliger verehrt. Sein Gedenktag ist der 1. Januar. Später sollen seine Gebeine nach Girona in Spanien überführt worden sein; diese Translation wird am 4. Juli begangen.